# Huibert Antonie Ravenswaaij
Huibert Antonie Ravenswaaij (Gorinchem, 1 juni 1891 - Lisse, 10 september 1972) was een Nederlandse kunstschilder en dichter.
Ravenswaaij werd geboren in Gorinchem als een zoon van Marcus Ravenswaaij en Jenneke van Andel. Hij studeerde aan de Academie van Beeldende Kunsten in Rotterdam, waar hij les had van Huib Luns, Frederik Nachtweh en Alexander van Maasdijk. Hij schilderde onder meer landschappen, stillevens en portretten. Naast schilder was hij actief als lithograaf, dichter en kunstcriticus.
Hij is de vader van beeldhouwer Marcus Ravenswaaij en schilderes Rozina Ravenswaaij. Hij overleed op 81-jarige leeftijd in Lisse en werd begraven in een familiegraf op de Oude Algemene Begraafplaats in Gorinchem.